# Abel Aguilar Elizalde
Cet article concerne l'arbitre mexicain. Pour le footballeur colombien, voir Abel Aguilar. Pour d'autres homonymes, voir Aguilar.
Abel Aguilar Elizalde, né le 5 août 1929 à Orizaba, Veracruz, est un ancien arbitre mexicain de football. Il débuta en 1958, devint arbitre international de 1968 à 1970 et arrêta définitivement en 1979.

## Carrière
Il a été le premier arbitre mexicain à participer dans une coupe du monde. 
Il a officié dans des compétitions majeures : 
- JO 1968 (1 match)
- Coupe du monde de football de 1970 (1 match)